# Бенсвилл (Мэриленд)
Бенсвилл (англ. Bennsville) — статистически обособленная местность в округе Чарльз, штат Мэриленд, США. На площади 43,8 км² (43,8 км² — суша, водоёмов нет), согласно переписи 2010 года, проживают 11 923 человек. Плотность населения составляет 270 чел/км².
- FIPS-код города — 24-06615[1]
- GNIS-идентификатор — 0589738[2]